# Шарите
„Шаритѐ“ (от френски: Charité – „любов към ближния, милосърдие“) е клиничен комплекс, разположен в четири района на Берлин.
Представлява университетска клиника на Хумболтовия университет на Берлин и Свободния берлински университет. Със своите 3000 легла това е най-голямата болница в Европа, осигуряваща и спешна медицинска помощ.

## История
Болницата „Шарите“ е основана през 1710 г. от крал Фридрих Вилхелм I, като от 1727 г. носи днешното си име.
Клиниката принадлежи към най-старите традиционни лечебни заведения в Германия. Същевременно тя е и една от най-старите университетски клиники в Европа.
Нобелови лауреати в „Шарите“
- Емил фон Беринг – физиолог (Нобелова награда за 1901)
- Ернст Борис Чейн – биохимик (Нобелова награда за 1945)
- Паул Ерлих – имунолог (Нобелова награда за 1908)
- Емил Фишер – химик (Нобелова награда за 1902)
- Вернер Форсман – лекар (Нобелова награда за 1956)
- Роберт Кох – лекар (Нобелова награда за 1905)
- Албрехт Косел – лекар (Нобелова награда за 1910)
- Ханс Адолф Кребс – физик и биохимик (Нобелова награда за 1953)
- Фриц Липман – биохимик (Нобелова награда за 1953)
- Ханс Шпеман – ембриолог (Нобелова награда за 1935)
- Ото Варбург – физиолог (Нобелова награда за 1931)

## Съвременен комплекс
Шарите се състои от над 100 клиники и институти, обединени в 17 Шарите-центъра. Общият брой на служителите в Шарите е 17 500, с което болницата е един от най-големите работодатели в Берлин. Клиниката приема 128 000 пациенти годишно в своите стационари и почти 1 000 000 амбулаторно. Заедно с дъщерните поделения Шарите има бюджет за 2015 г. от около 1,6 милиарда евро. Девизът на болницата е „Изследване, преподаване, излекуване, помощ“.
Тук се провежда лечение на болни с разнообразни заболявания, извършват се изследвания, обучение на лекари и учени на международно ниво. Повече от половината от немските нобелови стипендианти по медицина и психология са работили в Шарите.
От януари 2014 г. в клиниката Шарите се използва роботизираната хирургическа система „da Vinci“ от последно поколение. Роботът е предназначен за минимално инвазивна хирургия на гръдния кош, коремната кухина и таза.

## Интересни факти
Част от действието на телевизионния сериал „Седемнадесет мига от пролетта“ се развива в Шарите и съответните външни сцени са снимани през 1971 г. на територията на клиниката.
В клиника Шарите са се лекували Борис Елцин, Михаил Горбачов, Едуард Шеварднадзе, Ангела Меркел, Юлия Тимошенко.